# Dingé
Dingé är en kommun i departementet Ille-et-Vilaine i regionen Bretagne i nordvästra Frankrike. Kommunen ligger i kantonen Hédé som tillhör arrondissementet Rennes. År 2022 hade Dingé 1 690 invånare.

## Befolkningsutveckling
Antalet invånare i kommunen Dingé
Referens:INSEE